# Udon Thani
Udon Thani (thajsky: อุดรธานี, výslovnost: [ʔudɔːn tʰaːniː]) je hlavní město stejnojmenné provincie a jedno ze čtyř velkých měst v thajském regionu Isán.

## Poloha
Udon Thani leží přibližně 560 kilometrů od Bangkoku. Je to důležité obchodní centrum a brána do Laosu, severního Vietnamu a jižní Číny. Ve městě žije 399 535 obyvatel.

## Galerie

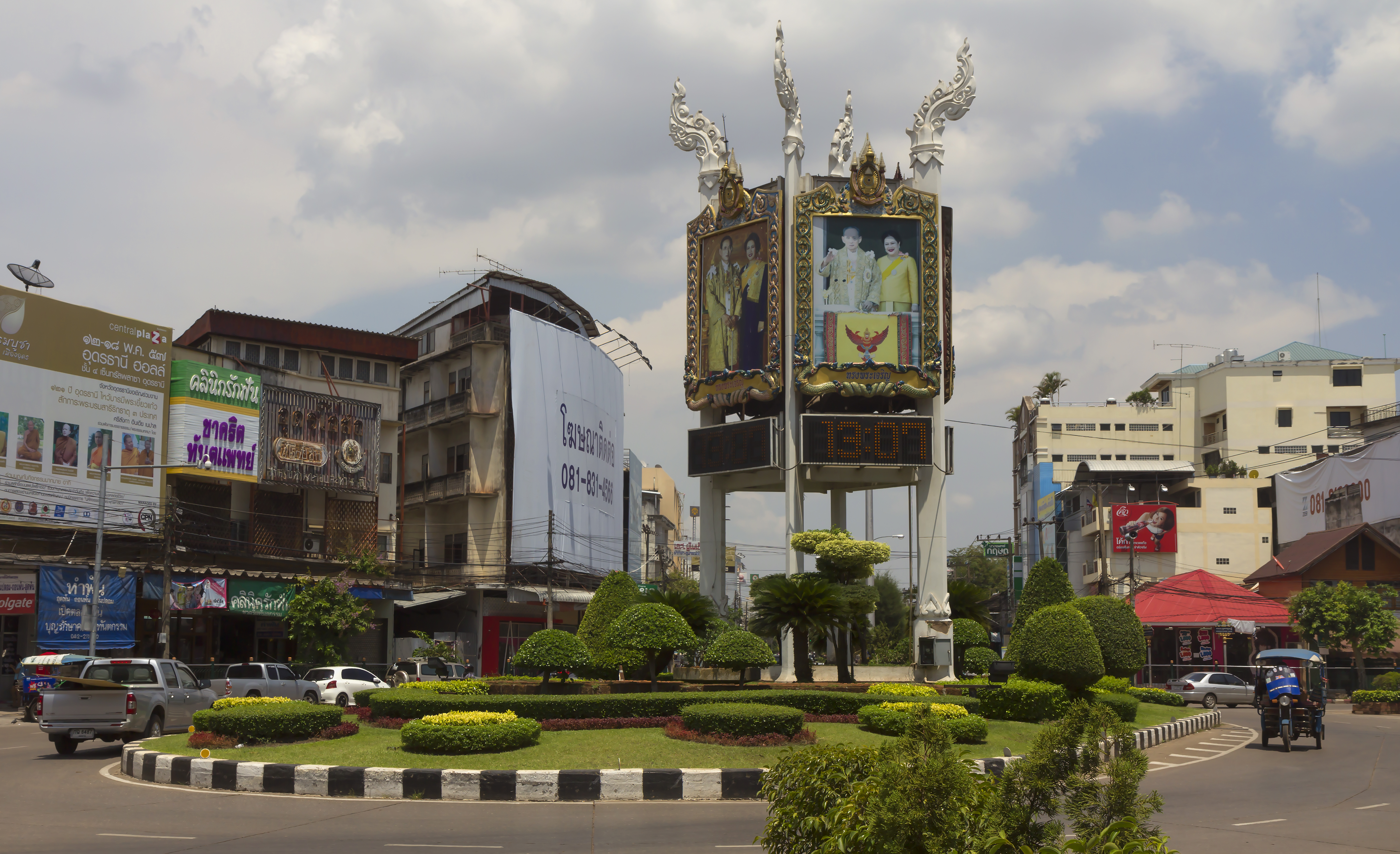
Náměstí
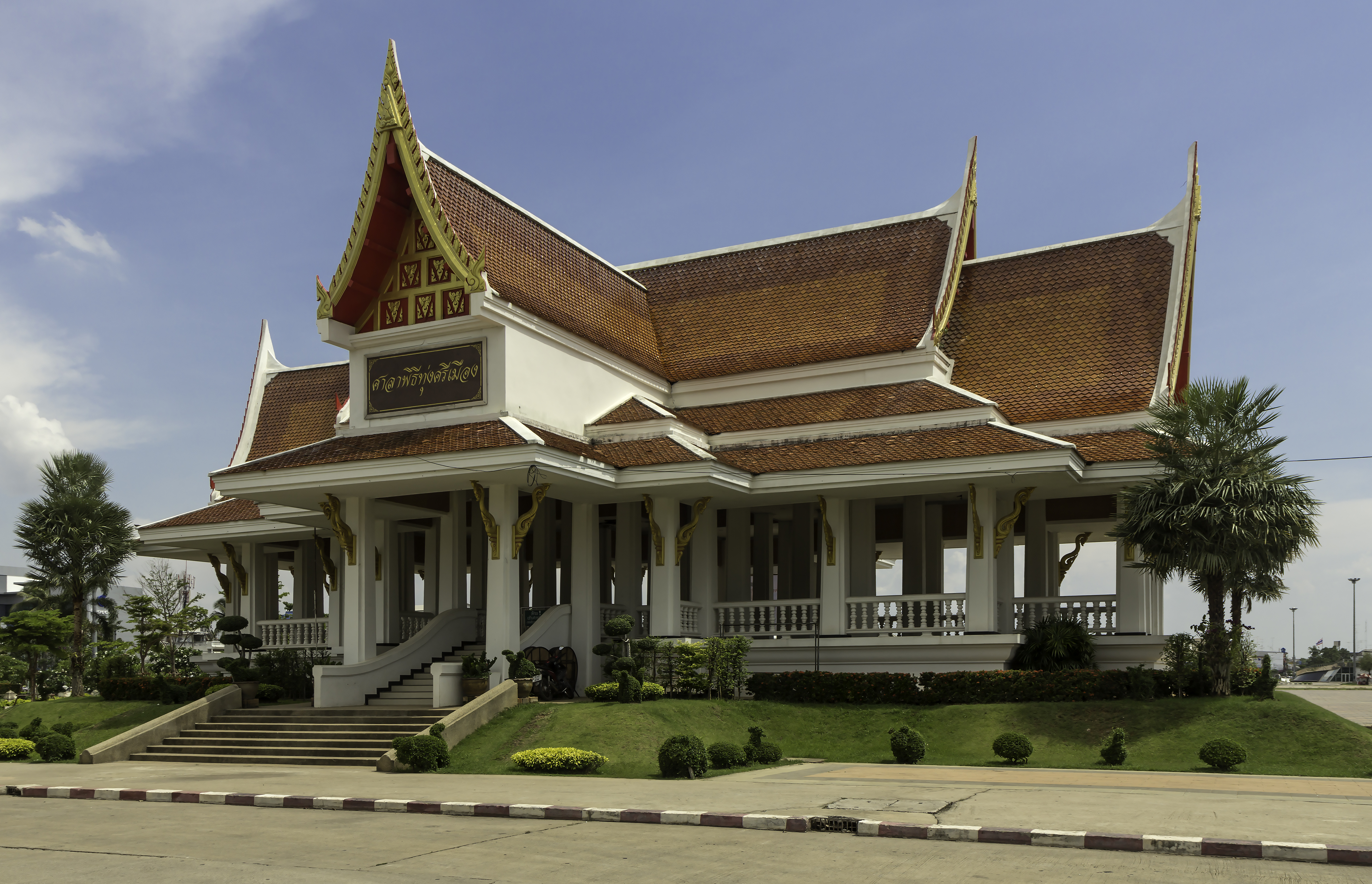
Pavilion
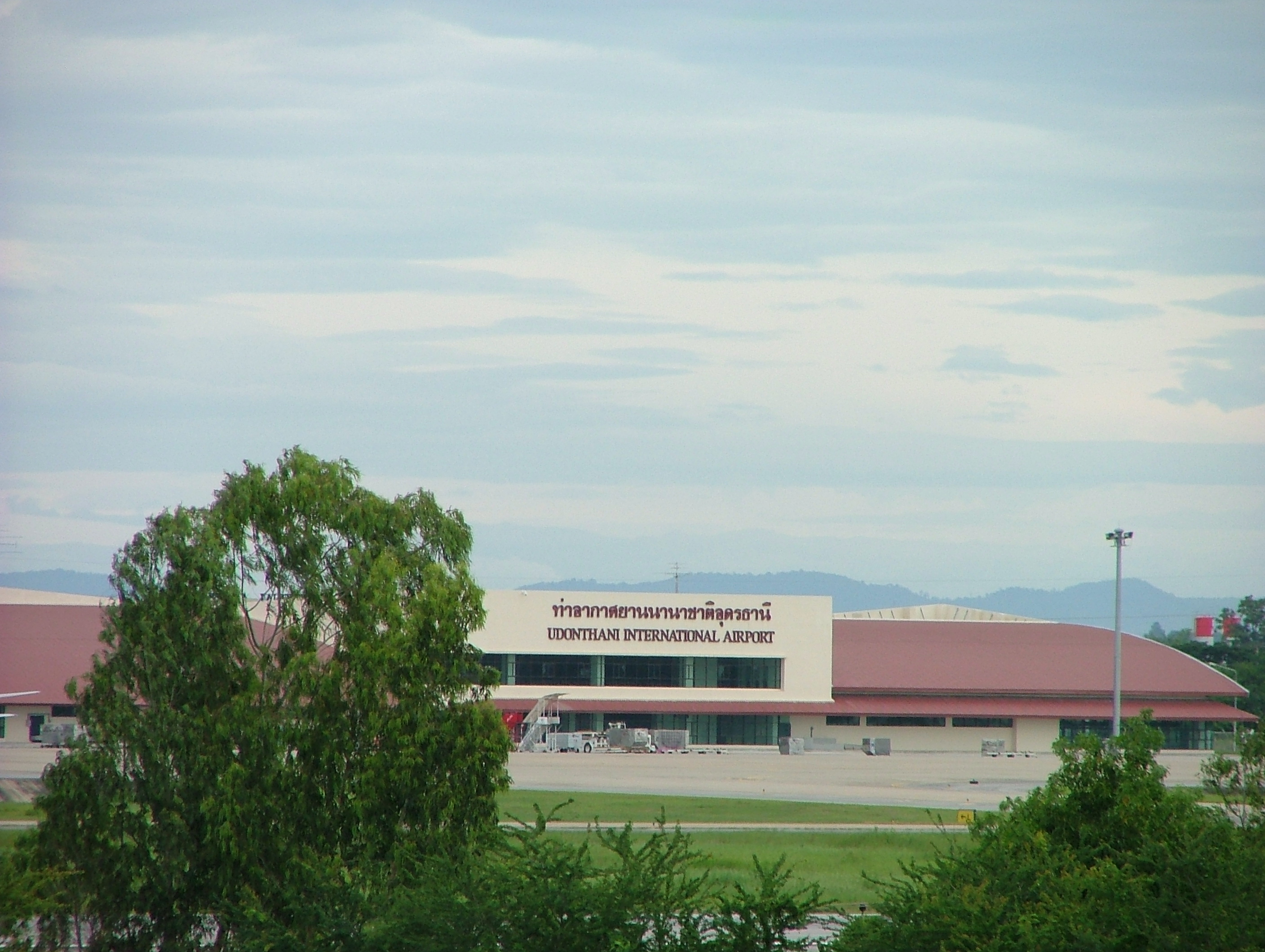
Mezinárodní letiště